# Agnetina spinata
Agnetina spinata és una espècie d'insecte pertanyent a la família dels pèrlids.